# Ferrisymplesite
La ferrisymplesite è un minerale.